# 克利希門站 (巴黎地鐵)
克利希門站（法語：Porte de Clichy）是巴黎地鐵的一個車站，位於巴黎十七區。克利希門站是巴黎地鐵13號線西北部支線的一個車站，開通於1912年1月20日，開通當時是南北公司B線的車站。在1980年5月9日之前，克利希門站是巴黎地鐵13號線在北端的起點車站。

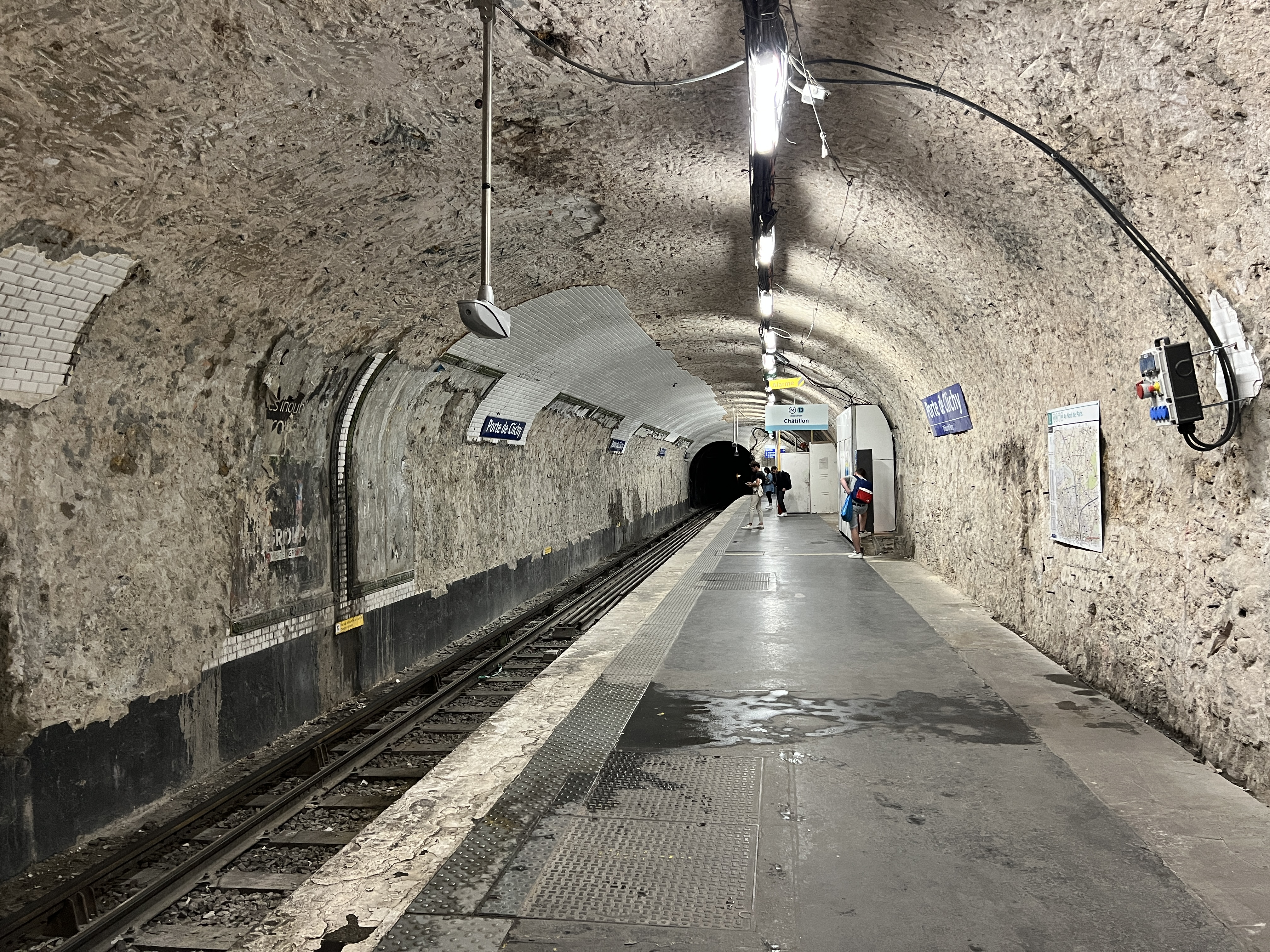
13號線月台（2022年7月）

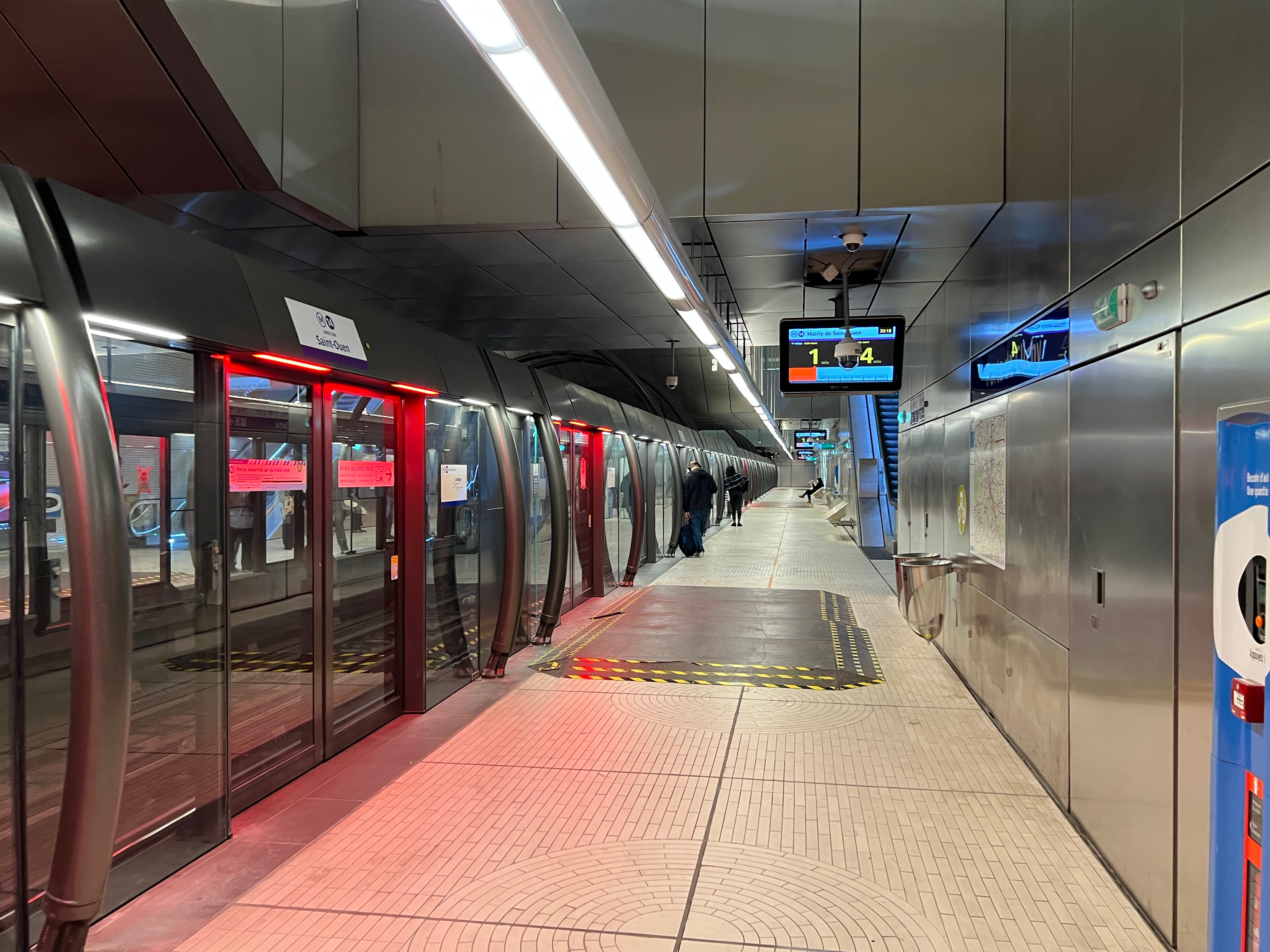
14號線月台（2022年7月）

## 車站結構
| 街道層 |                                |                                |
| B1     | 夾層                           |                                |
| B2     | 側式月台，右側開門             | 側式月台，右側開門             |
| B2     | 北行                           | 往莱库尔蒂耶（克利希市政廳）   |
| B2     | 南行                           | 往沙蒂永-蒙魯日（博尚）        |
| B2     | 側式月台，右側開門             |                                |
| B3     | 有月台幕門的側式月台，右側開門 | 有月台幕門的側式月台，右側開門 |
| B3     | 北行                           | 往聖旺市政府（聖旺）           |
| B3     | 南行                           | 往奧林匹亞德（卡迪内桥）       |
| B3     | 有月台幕門的側式月台，右側開門 |                                |